# Homoneura setitibia
Homoneura setitibia is een vliegensoort uit de familie van de Lauxaniidae. De wetenschappelijke naam van de soort is voor het eerst geldig gepubliceerd in 1940 door Shewell.